# Мауританија на Светском првенству у атлетици на отвореном 2015.
Мауританија је учествовала на Светском првенству у атлетици на отвореном 2015. одржаном у Пекингу од 22. до 30. августа тринаести пут. Репрезентацију Мауританије представљао је један атлетичар који се такмичио у трци на 100 м.,
На овом првенству представник Мауританије није освојио ниједну медаљу, али је оборио лични рекорд.

## Учесници
Мушкарци:
- Jidou El Moctar — 100 м

## Резултати

### Мушкарци
| Атлетичар       | Дисциплина | Лични рекорд | Предтакмичење | Предтакмичење | Квалификације        | Квалификације        | Полуфинале           | Полуфинале           | Финале               | Финале       | Детаљи |
| Атлетичар       | Дисциплина | Лични рекорд | Резултат      | Место         | Резултат             | Место                | Резултат             | Место                | Резултат             | Место        | Детаљи |
| --------------- | ---------- | ------------ | ------------- | ------------- | -------------------- | -------------------- | -------------------- | -------------------- | -------------------- | ------------ | ------ |
| Jidou El Moctar | 100 м      | 11,58        | 11,30 ЛР      | 8. у гр. 3    | Није се квалификовао | Није се квалификовао | Није се квалификовао | Није се квалификовао | Није се квалификовао | 61 / 68 (71) |        |